# فيليب ويجراتز
فيليب ويجراتز (بالألمانية: Philip Wiegratz)‏ هو ممثل ألماني، ولد في 17 فبراير 1993 في ألمانيا.

## أعمال

### أفلام
- (2005) تشارلي ومصنع الشوكولاتة[4]
- (2012) لوره[5]

## وصلات خارجية
- فيليب ويجراتز على موقع IMDb (الإنجليزية)
- فيليب ويجراتز على موقع ألو سيني (الفرنسية)
- فيليب ويجراتز على موقع أول موفي (الإنجليزية)
- فيليب ويجراتز على موقع قاعدة بيانات الأفلام السويدية (السويدية)
- فيليب ويجراتز على موقع ديسكوغز (الإنجليزية)
- فيليب ويجراتز على موقع قاعدة بيانات الفيلم (الإنجليزية)
- فيليب ويجراتز على موقع كينوبويسك (الروسية)